# Pseudoscopelus parini
Pseudoscopelus parini és una espècie de peix de la família dels quiasmodòntids i de l'ordre dels perciformes.

## Etimologia
Pseudoscopelus prové dels mots grecs pseudes (fals) i skopelos (un peix llanterna), mentre que parini fa referència a la figura de Nikolay V. Parin.

## Descripció
El cos, allargat i comprimit, fa 16,8 cm de llargària màxima. 9 espines i 25 radis tous a les dues aletes dorsals i 2 espines i 24 radis tous a l'anal. 15 radis tous a les aletes pectorals i 5 a les pelvianes. 36 vèrtebres. Línia lateral no interrompuda. Absència de fotòfors. Sense dents a la llengua. Mandíbula superior allargada. Cavitat buco-branquial de coloració clara.

## Hàbitat i distribució geogràfica
És un peix marí i batipelàgic (fins als 1.230 m de fondària), el qual viu al Pacífic nord occidental: la dorsal Marcus-Nekker.

## Observacions
És inofensiu per als humans i el seu índex de vulnerabilitat és de baix a moderat (28 de 100).